# イアン・クラーク (バスケットボール)
イアン・パトリック・クラーク  (Ian Patrick Clark 1991年3月7日 - )は、アメリカ合衆国・テネシー州メンフィス出身のプロバスケットボール選手。ポジションはポイントガード/シューティングガード。

## 経歴
メンフィスの高校で活躍した後、同じテネシー州ナッシュビルにある、オハイオ・バレー・カンファレンス (OVC) に属するベルモント大学に進学。それまで所属していたアトランティック・サン・カンファレンスの1stチームやOVCの最優秀選手や最優秀守備選手に選出され、NCAAトーナメントにも出場するなど実績を作ったクラークだったが、2013年のNBAドラフトでは、どのチームからも指名を受けることは出来なかった。
クラークは同年夏のNBAサマーリーグで、マイアミ・ヒートとゴールデンステート・ウォリアーズの一員として参加。ウォリアーズの一員として参加していたフェニックス・サンズとの試合で33得点を記録したことで注目され、7月29日にユタ・ジャズと2年契約を締結した。しかし、ジャズでは十分に出場機会を得ることは出来ず、Dリーグで過ごすことが多くなり、結局2015年3月26日に解雇。2日後にデンバー・ナゲッツと契約し、残りシーズンを過ごした。
2015年7月25日、ゴールデンステート・ウォリアーズと契約。ステフィン・カリー、クレイ・トンプソンの先発陣に加え、アンドレ・イグダーラ、ショーン・リビングストン、リアンドロ・バルボサといった強力ベンチ陣の中で66試合に出場。12月30日のダラス・マーベリックス戦では、欠場したカリーの代わりに先発で起用され、21得点を記録。プレーオフ1回戦のヒューストン・ロケッツ戦の第3戦では、21分間出場し11得点を記録。第4クォーター終了間際には一時逆転となるレイアップシュートを決めた。
2016年7月7日、ウォリアーズと最低保証額で再契約した。11月1日のポートランド・トレイルブレイザーズ戦では、自己最高の22得点を記録し、127-104の大勝に貢献した。約1月半後の12月17日には同じくブレイザーズを相手に、再度キャリアハイを更新する23得点を決めた。2017年3月11日のサンアントニオ・スパーズ戦ではベンチからの出場ながら、33分の出場でさらにキャリアハイを更新する36得点をあげた。ウォリアーズの選手がベンチからの出場で30得点以上をあげたのは2014年のジョーダン・クロフォード(41得点)以来のフランチャイズ記録である。その後もベンチプレーヤーとして奮闘したクラークは6月12日、念願のNBAチャンピオンに輝いた。
2017年8月1日、ニューオーリンズ・ペリカンズと1年160万ドルで契約した。

## その他
- 出身のジャーマンタウン高校では歴代3位となる得点を記録していることを讃え、在学時に着用していた21番が永久欠番となっている。[要出典]

## 個人成績

### レギュラーシーズン
| シーズン  | チーム    | GP  | GS | MPG  | FG%  | 3P%  | FT%   | RPG | APG | SPG | BPG | TO | PPG |
| --------- | --------- | --- | -- | ---- | ---- | ---- | ----- | --- | --- | --- | --- | -- | --- |
| 2013–14   | UTA       | 23  | 0  | 7.5  | .388 | .355 | .714  | .8  | .7  | .3  | .1  | .6 | 3.0 |
| 2014–15   | UTA       | 23  | 0  | 7.0  | .341 | .360 | 1.000 | .6  | .4  | .3  | .1  | .3 | 1.9 |
| 2014–15   | DEN       | 7   | 0  | 4.4  | .364 | .200 | 1.000 | .4  | .3  | .4  | .1  | .3 | 1.9 |
| 2014-15計 | DEN       | 30  | 0  | 6.4  | .345 | .333 | 1.000 | .5  | .4  | .3  | .1  | .3 | 1.9 |
| 2015–16   | GSW       | 66  | 1  | 8.8  | .441 | .357 | .824  | 1.0 | 1.0 | .3  | .2  | .7 | 3.6 |
| 2016–17   | GSW       | 77  | 0  | 14.8 | .487 | .374 | .759  | 1.6 | 1.2 | .5  | .1  | .7 | 6.8 |
| 2017–18   | NOP       | 74  | 2  | 19.7 | .448 | .318 | .763  | 1.7 | 1.5 | .4  | .1  | .8 | 7.4 |
| 通算：5年 | 通算：5年 | 270 | 3  | 13.1 | .453 | .346 | .784  | 1.3 | 1.1 | .4  | .1  | .7 | 5.3 |

### プレーオフ
| シーズン  | チーム    | GP | GS | MPG  | FG%  | 3P%  | FT%   | RPG | APG | SPG | BPG | TO  | PPG |
| --------- | --------- | -- | -- | ---- | ---- | ---- | ----- | --- | --- | --- | --- | --- | --- |
| 2016      | GSW       | 16 | 0  | 9.6  | .491 | .333 | .800  | 1.1 | 1.0 | .5  | .0  | .6  | 4.1 |
| 2017      | GSW       | 16 | 0  | 13.7 | .506 | .361 | .941  | 1.6 | .7  | .4  | .0  | .7  | 6.8 |
| 2018      | NOP       | 9  | 0  | 21.1 | .424 | .357 | 1.000 | 1.1 | 1.2 | .9  | .2  | 1.0 | 7.8 |
| 出場：3回 | 出場：3回 | 41 | 0  | 13.7 | .475 | .354 | .903  | 1.3 | .9  | .5  | .0  | .7  | 6.0 |